# Rodewisch
Rodewisch (pronunciación en alemán: /ˈʁoːdəvɪʃ/ⓘ) es un municipio situado en el distrito de Vogtland, en el estado federado de Sajonia (Alemania), a una altitud de 430 metros. Su población a finales de 2016 era de unos 6500 habitantes y su densidad poblacional, 240 hab/km².